# Gotāv
Gotāv (persiska: گُتاب, گُتاو, Gotāb, Kotāv, کتاو, گتاو) är en ort i Iran.   Den ligger i provinsen Hormozgan, i den södra delen av landet, 1 000 km söder om huvudstaden Teheran. Gotāv ligger 338 meter över havet och antalet invånare är 337.
Terrängen runt Gotāv är huvudsakligen kuperad, men åt sydost är den platt. Runt Gotāv är det glesbefolkat, med 11 invånare per kvadratkilometer. Närmaste större samhälle är Jenāḩ, 13,0 km söder om Gotāv. Trakten runt Gotāv är ofruktbar med lite eller ingen växtlighet.